# Moviment per l'Autodeterminació i Independència de l'Arxipèlag Canari
El MPAIAC, (en castellà i oficialment Movimiento por la Autodeterminación e Independencia del Archipiélago Canario), és un moviment d'alliberament nacional de les Illes Canàries creat el 1964 per l'advocat canari Antonio Cubillo. Reconegut el 1968 per l'OUA, l'organització dels estats africans, decretà la lluita armada el 1976 a través de les Fuerzas Armadas Guanches (FAG), amb un primer atemptat en uns grans magatzems de Galerías Preciados a Las Palmas de Gran Canària.
Abandonà la lluita armada el 1979 i el moviment esdevingué inexistent en els anys 80 i 90.
Les FAG foren indirectament responsables de la catàstrofe aèria de l'aeroport de Tenerife el març del 1977, quan les autoritats espanyoles hagueren de tancar l'aeroport principal de Las Palmas després d'un avís de bomba d'aquesta organització i desviar els vols cap a l'aeroport de Los Rodeos, no concebut per a un trànsit internacional.